# 평양 궤도전차

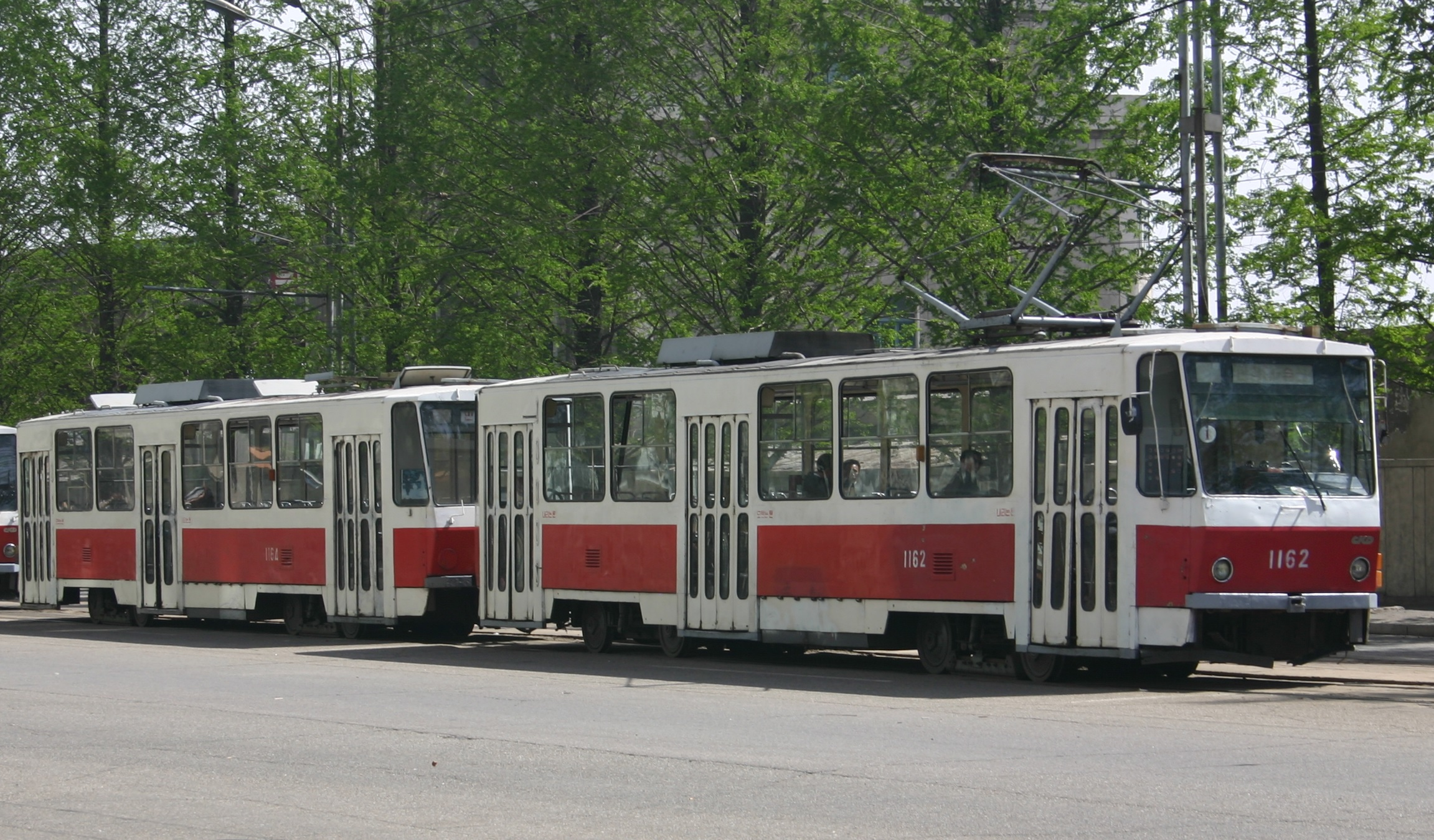
차량

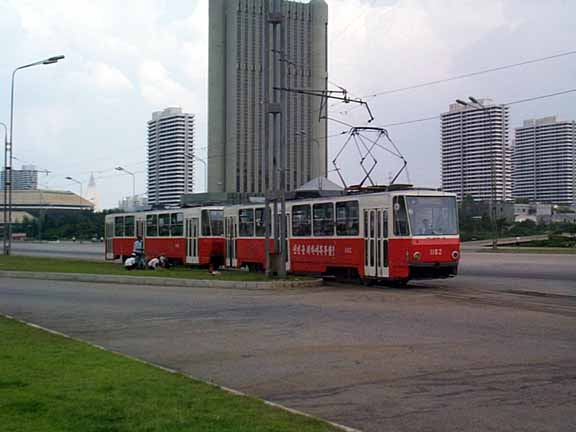
차량

노선도

평양 궤도전차(平壤 軌道電車)는 조선민주주의인민공화국 평양시에서 운영되는 노면전차이다.

## 역사
한국 전쟁 이전 한반도에서는 서울, 부산, 평양에서 노면전차를 운영하였다. 하지만 평양의 노면전차는 한국전쟁 이후 폐지되었다. 서울과 부산의 노면전차는 전쟁 후에도 살아남았지만, 1960년대에 한국에서 자동차가 대중화되면서 폐지되었다. 이리하여 한반도에서는 노면전차가 사라졌다.
대한민국과는 달리 평양에서는 일반인이 자동차를 소유하는 경우가 매우 드물고, 이들은 주로 대중교통을 이용한다. 북한에 수입되는 유류가 주로 군에 보급되면서, 평양에서는 전기로 구동되는 트롤리버스와 지하철이 주된 대중교통수단으로 자리 잡았다. 하지만 트롤리버스 노선이 포화되면서, 평양에서는 노면전차 도입을 결정하게 된다. 이리하여 최초의 노선이 1991년에 운행을 시작하였다.
예전에는 외국인 관광객들의 노면전차 탑승이 허용되지 않았지만, 최근 들어서는 노면전차 탑승을 패키지에 포함시키는 추세다. 2008년, 프라하 교통공사는 중고 T3 차량 20대를 평양 측에 판매하였다. 체코슬로바키아 타트라 사에서 공산 정권 시절인 1970년대 후반에서 1980년대 초반 사이에 제작한 차량들로, 차량 상태는 좋으며 최소 2년간은 유지보수 없이도 운용할 수 있을 수준이라고 한다.

## 노선
3개 노선이 운행 중이다.
- 1호선 : 평양역~만경대
- 2호선 : 토성~락랑~문수
- 3호선 : 서평양~락랑

2006년 현재 요금은 어느 구간에서나 5원이며, 시내 차표라는 이름의 자유승차권도 존재한다.

## 금수산선

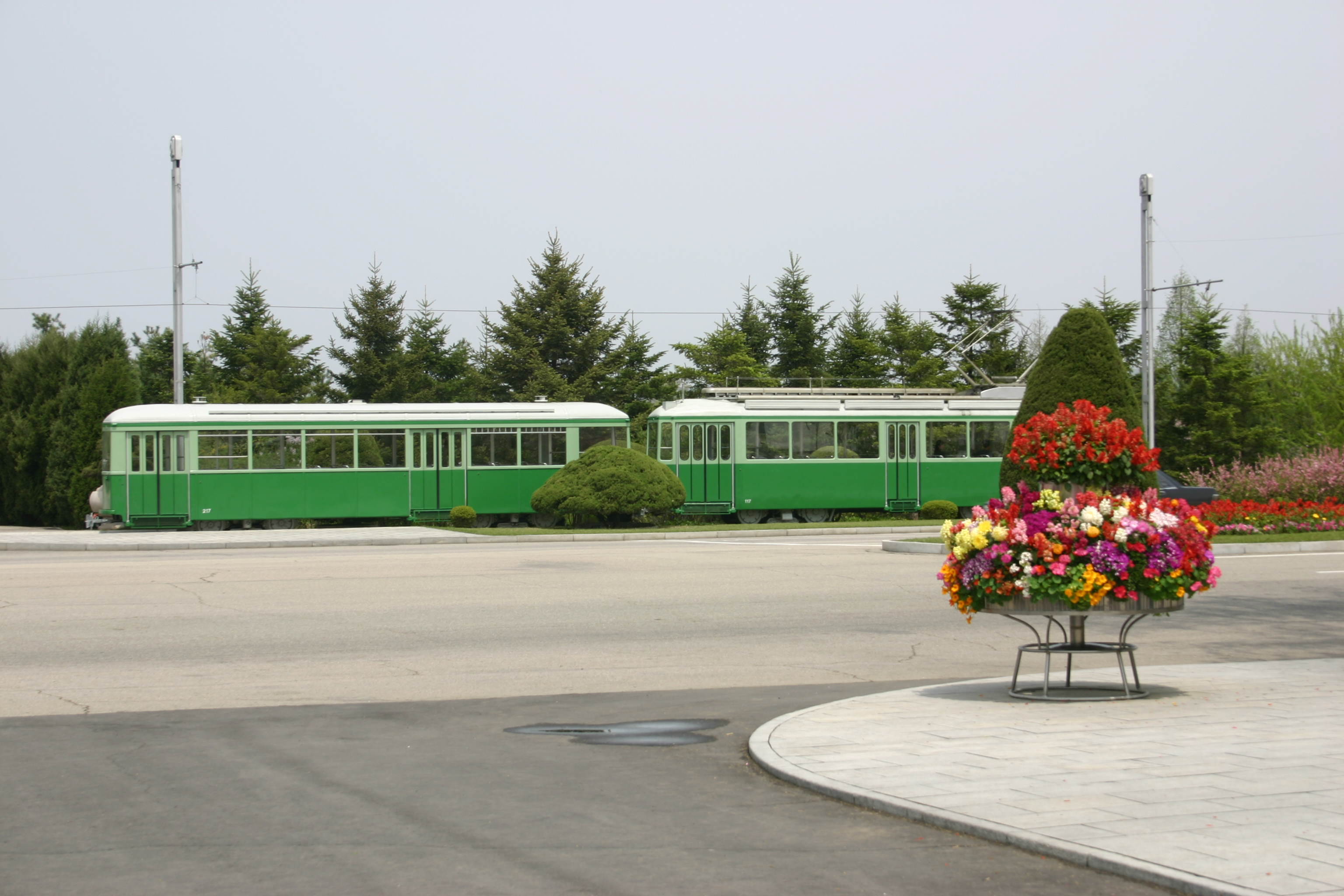
금수산선의 차량

그 밖에 김일성 주석이 안치된 금수산 기념궁전 방문객을 위한 노선이 존재한다. 이 노선은 평양의 다른 노선과는 완전히 다르며, 어느 노선과도 연결되지 않는다. 요금은 무료이며, 궤간은 다른 노선(표준궤)들과는 달리 1000mm이다. 차량은 스위스에서 제작되었다.

## 같이 보기
- 서울전차
- 부산전차
- 청진 궤도전차
- 평양 트롤리버스